# Sindaci di Erfurt
Di seguito l'elenco cronologico dei sindaci di Erfurt e delle altre figure apicali equivalenti che si sono succedute nel corso della storia.

## Regno di Prussia (1815-1871)
| Wilhelm August Türk      | 1817 | 1833 |
| Karl Friedrich Wagner    | 1833 | 1850 |
| Hermann von Mallinckrodt | 1850 | 1851 |
| Carl von Oldershausen    | 1851 | 1871 |

## Impero tedesco (1871-1918)
| Richard Breslau  | 1871 | 1889 |
| Gustav Schneider | 1890 | 1895 |
| Hermann Schmidt  | 1895 | 1919 |

## Repubblica di Weimar (1918-1933)
| Bruno Mann | 1919 | 1933 |

## Germania nazista (1933-1945)
| Sindaci (Oberbürgermeister) nominati dal governo (1933-1945) | Sindaci (Oberbürgermeister) nominati dal governo (1933-1945) | Sindaci (Oberbürgermeister) nominati dal governo (1933-1945) | Sindaci (Oberbürgermeister) nominati dal governo (1933-1945) | Sindaci (Oberbürgermeister) nominati dal governo (1933-1945) |
| Nominativo                                                   | Partito                                                      | Partito                                                      | Mandato                                                      | Mandato                                                      |
| Nominativo                                                   | Partito                                                      | Partito                                                      | Inizio                                                       | Fine                                                         |
| ------------------------------------------------------------ | ------------------------------------------------------------ | ------------------------------------------------------------ | ------------------------------------------------------------ | ------------------------------------------------------------ |
| Theodor Pichier                                              |                                                              | Partito Nazionalsocialista Tedesco dei Lavoratori            | 1933                                                         | 1934                                                         |
| Max Zeitler                                                  |                                                              | Partito Nazionalsocialista Tedesco dei Lavoratori            | 1935                                                         | 1936                                                         |
| Walter Siegfried Kießling                                    |                                                              | Partito Nazionalsocialista Tedesco dei Lavoratori            | 1936                                                         | 1945                                                         |

## Zona di occupazione sovietica/Repubblica Democratica Tedesca (1945-1990)
| Sindaci (Oberbürgermeister) nominati dalle forze di occupazione alleate (1945-1946) | Sindaci (Oberbürgermeister) nominati dalle forze di occupazione alleate (1945-1946) | Sindaci (Oberbürgermeister) nominati dalle forze di occupazione alleate (1945-1946) | Sindaci (Oberbürgermeister) nominati dalle forze di occupazione alleate (1945-1946) | Sindaci (Oberbürgermeister) nominati dalle forze di occupazione alleate (1945-1946) |
| Nominativo                                                                          | Partito                                                                             | Partito                                                                             | Mandato                                                                             | Mandato                                                                             |
| Nominativo                                                                          | Partito                                                                             | Partito                                                                             | Inizio                                                                              | Fine                                                                                |
| ----------------------------------------------------------------------------------- | ----------------------------------------------------------------------------------- | ----------------------------------------------------------------------------------- | ----------------------------------------------------------------------------------- | ----------------------------------------------------------------------------------- |
| Otto Gerber                                                                         |                                                                                     | Indipendente                                                                        | 15 aprile 1945                                                                      | 7 luglio 1945                                                                       |
| Hermann Jahn                                                                        |                                                                                     | Partito Comunista di Germania                                                       | 7 luglio 1945                                                                       | 1946                                                                                |
| Sindaci (Oberbürgermeister) eletti dal Consiglio cittadino (1946-1990)              |                                                                                     |                                                                                     |                                                                                     |                                                                                     |
| Nominativo                                                                          | Partito                                                                             | Partito                                                                             | Mandato                                                                             | Mandato                                                                             |
| Nominativo                                                                          | Partito                                                                             | Partito                                                                             | Inizio                                                                              | Fine                                                                                |
| Georg Boock                                                                         |                                                                                     | Partito Socialista Unificato di Germania                                            | 1946                                                                                | 1961                                                                                |
| Rudolf-Dietrich Nottrodt                                                            |                                                                                     | Partito Socialista Unificato di Germania                                            | 1961                                                                                | 1969                                                                                |
| Heinz Scheinpflug                                                                   |                                                                                     | Partito Socialista Unificato di Germania                                            | 1969                                                                                | 1982                                                                                |
| Rosemarie Seibert                                                                   |                                                                                     | Partito Socialista Unificato di Germania                                            | 1982                                                                                | 1989                                                                                |
| Siegfried Hirschfeld                                                                |                                                                                     | Partito Socialista Unificato di Germania                                            | 1989                                                                                | 1990                                                                                |

## Repubblica Federale di Germania (dal 1990)
| Sindaci (Oberbürgermeister) eletti dal Consiglio cittadino (1990-1994)   | Sindaci (Oberbürgermeister) eletti dal Consiglio cittadino (1990-1994) | Sindaci (Oberbürgermeister) eletti dal Consiglio cittadino (1990-1994) | Sindaci (Oberbürgermeister) eletti dal Consiglio cittadino (1990-1994) | Sindaci (Oberbürgermeister) eletti dal Consiglio cittadino (1990-1994) | Sindaci (Oberbürgermeister) eletti dal Consiglio cittadino (1990-1994) | Sindaci (Oberbürgermeister) eletti dal Consiglio cittadino (1990-1994) |
| Nominativo                                                               | Partito                                                                | Partito                                                                | Mandato                                                                | Mandato                                                                | Elezione                                                               |                                                                        |
| Nominativo                                                               | Partito                                                                | Partito                                                                | Inizio                                                                 | Fine                                                                   | Elezione                                                               |                                                                        |
| ------------------------------------------------------------------------ | ---------------------------------------------------------------------- | ---------------------------------------------------------------------- | ---------------------------------------------------------------------- | ---------------------------------------------------------------------- | ---------------------------------------------------------------------- | ---------------------------------------------------------------------- |
| Manfred Ruge                                                             |                                                                        | Unione Cristiano-Democratica di Germania                               | 1990                                                                   | 1994                                                                   | Elezione 1990                                                          |                                                                        |
| Sindaci (Oberbürgermeister) eletti direttamente dai cittadini (dal 1994) |                                                                        |                                                                        |                                                                        |                                                                        |                                                                        |                                                                        |
| Nominativo                                                               | Partito                                                                | Partito                                                                | Mandato                                                                | Mandato                                                                | Elezione                                                               |                                                                        |
| Nominativo                                                               | Partito                                                                | Partito                                                                | Inizio                                                                 | Fine                                                                   | Elezione                                                               |                                                                        |
| Manfred Ruge                                                             |                                                                        | Unione Cristiano-Democratica di Germania                               | 1994                                                                   | 1º luglio 2006                                                         | Elezione 1994                                                          |                                                                        |
| Manfred Ruge                                                             | Elezione 2000                                                          | Unione Cristiano-Democratica di Germania                               | 1994                                                                   | 1º luglio 2006                                                         |                                                                        |                                                                        |
| Andreas Bausewein                                                        |                                                                        | Partito Socialdemocratico di Germania                                  | 1º luglio 2006                                                         | in carica                                                              | Elezione 2006                                                          |                                                                        |
| Andreas Bausewein                                                        | Elezione 2012                                                          | Partito Socialdemocratico di Germania                                  | 1º luglio 2006                                                         | in carica                                                              |                                                                        |                                                                        |
| Andreas Bausewein                                                        | Elezione 2018                                                          | Partito Socialdemocratico di Germania                                  | 1º luglio 2006                                                         | in carica                                                              |                                                                        |                                                                        |